# Jean-Pierre Blanche
 (mai 2024).
Pour les articles homonymes, voir Blanche.
Jean-Pierre Blanche est un peintre français né le 1er août 1927 à Paris et mort le 30 décembre 2022 à Aix-en-Provence, où il vivait depuis 1965.

## Biographie
Jean-Pierre Blanche se réfugie dans le Midi de la France à Montpellier en 1940, où il fait ses débuts d'études artistiques, pour ensuite remonter à Paris à l'École nationale supérieure des beaux-arts. Il entreprend un voyage d'études en Belgique et en Hollande après la guerre, pour ensuite peindre en Bretagne, dans le Midi et notamment en Corse.
En 1949, il bénéficie d'une bourse d'État et reçoit en 1956 le prix Abd-el-Tif, dont il est un représentant moderniste et coloriste de l'ultime génération de ces lauréats.
Il séjourne quatre ans en Algérie, et obtient le prix Carrière de la Ville de Paris en 1959, ainsi que la même année le prix Singer-Polignac. Séjourne au Liban de 1960 à 1962. Lauréat en 1977 du grand prix international de Monaco, enseigne à l'École d'architecture de Luminy jusqu'en 1990.

## Expositions
- Alger 1957, villa Abd-el-Tif.
- Alger 1957, galerie Comte Tinchant.
- Alger 1958, Centre culturel américain, et galerie  du Nombre d'Or (également en 1959).
- Bône 1959, exposition au Maurétania.
- Galerie Athanor, Marseille, 1993 et 1998.
- Vauvenargues 2006.
- Aix-en-Provence, 2007, galerie Alain-Paire.
- Saint-Rémy-de-Provence, 2021, musée Estrine, Jean-Pierre Blanche[2]

## Œuvres
- Musée national des Beaux-Arts d'Alger : Le Port d'Alger, commande du Gouvernement général de l'Algérie.
- Musée de Narbonne.
- Musée Fabre de Montpellier.
- Musée Estrine